# Meerweg
De Meerweg, voorheen provinciale weg 861, is een straat in de gemeente Groningen. De weg is na de aanleg van rijksweg 28 opgedeeld in twee (niet aansluitende) delen. Het deel ten westen van de A28 vormt een belangrijke verbinding tussen Eelde-Paterswolde en Eelderwolde met de snelweg en Haren. Het gedeelte ten oosten van de A28 ligt midden in een woonwijk en heeft geen doorgaande functie meer.
Tot 1 juli 2010 viel het westelijke gedeelte onder beheer van de provincie Groningen met het wegnummer N861. De weg is die datum overgedragen aan de toenmalige gemeente Haren.
Langs de Meerweg staat een complex van twee vervenerswoningen die zijn opgenomen in het register van rijksmonumenten. Ook staan er verschillende gemeentelijke monumenten zoals restaurant de Paalkoepel, het clubgebouw van de zeilvereniging V.W.D.T.P. en de boothuizen van jachthaven de Zuidwesthoek.

## Geschiedenis
In 1907 liet industrieel Jan Evert Scholten een onverharde weg aanleggen ter plaatse van de huidige Meerweg. Hij liet er een jaar later ook buitenverblijf De Paalkoepel bouwen met bijbehorende grote wijnkelder. Hier vonden veel vergaderingen plaats van de vele besturen waar hij lid van was. In 1916 werd de Kunstweg Haren-Paterswolde aangelegd. De kunstweg, dat wil zeggen een aangelegde weg met verharding, werd toen geasfalteerd. Bekostiging vond plaats door het uitgeven van aandelen van de N.V. Kunstwegmaatschappij Haren-Paterswolde. Deze vennootschap was opgericht door de gemeente Haren, Jan Evert Scholten en Eerhardus de Grave. In 1923 werd de naam van de weg gewijzigd in Meerweg,  de aanwonenden wilden graag een kortere straatnaam.
In maart 2013 is de gemeente begonnen met een opknapbeurt van de weg. Zo werd in september 2013 een nieuwe rotonde geopend bij het westelijke eindpunt van de weg. De weg was tussen 1 oktober 2013 en 18 april 2014 voor al het doorgaande gemotoriseerd verkeer afgesloten, om onder andere afwijkende suggestiestroken aan te leggen, de weg een paar meter naar het zuiden te verplaatsen en om de weg veiliger en aantrekkelijker te maken voor fietsers, wandelaars en autoverkeer door onder andere een verlaging van de maximumsnelheid van 60 naar 50 km/h.

## Afbeeldingen

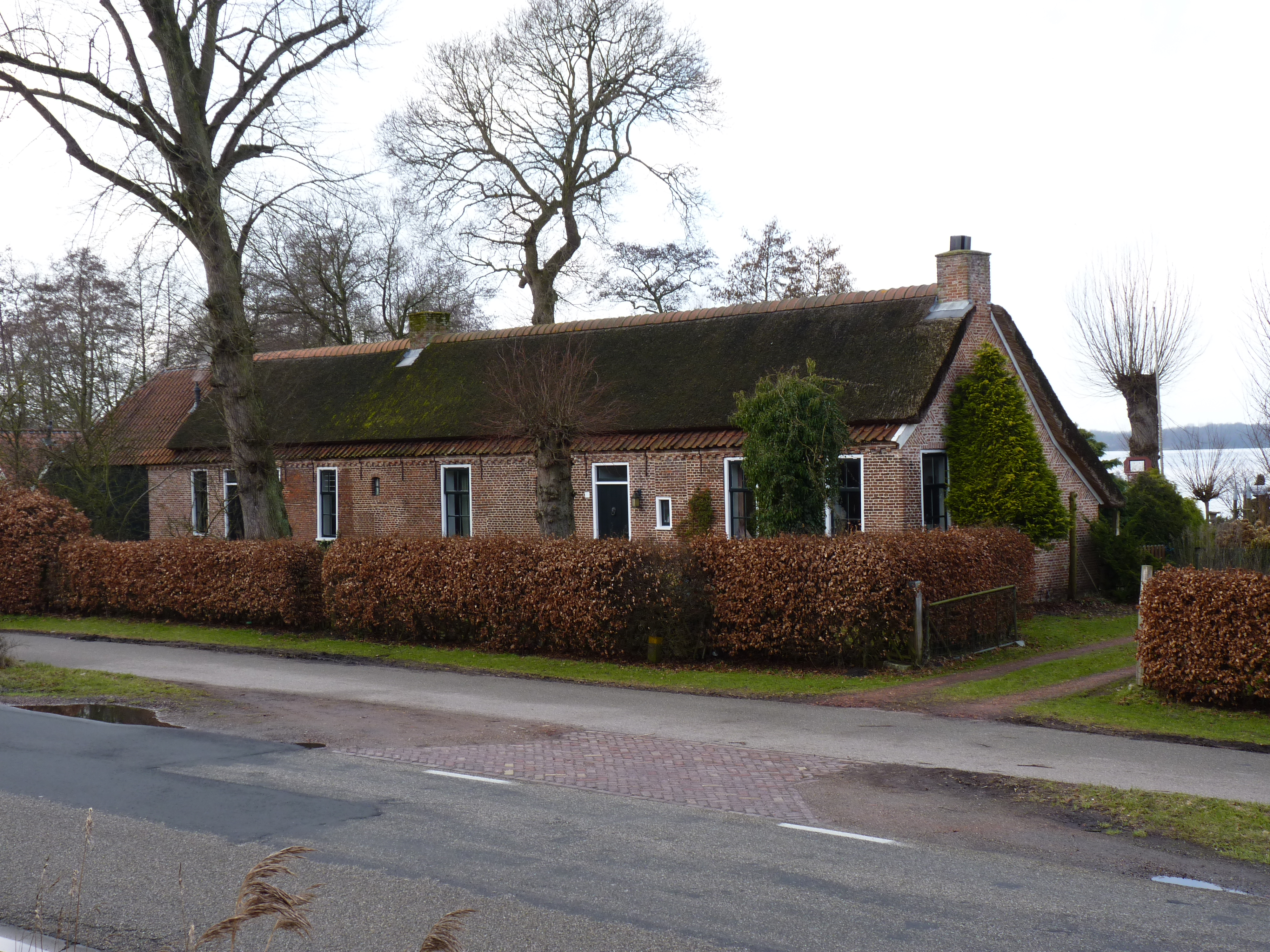
Vervenerswoningen
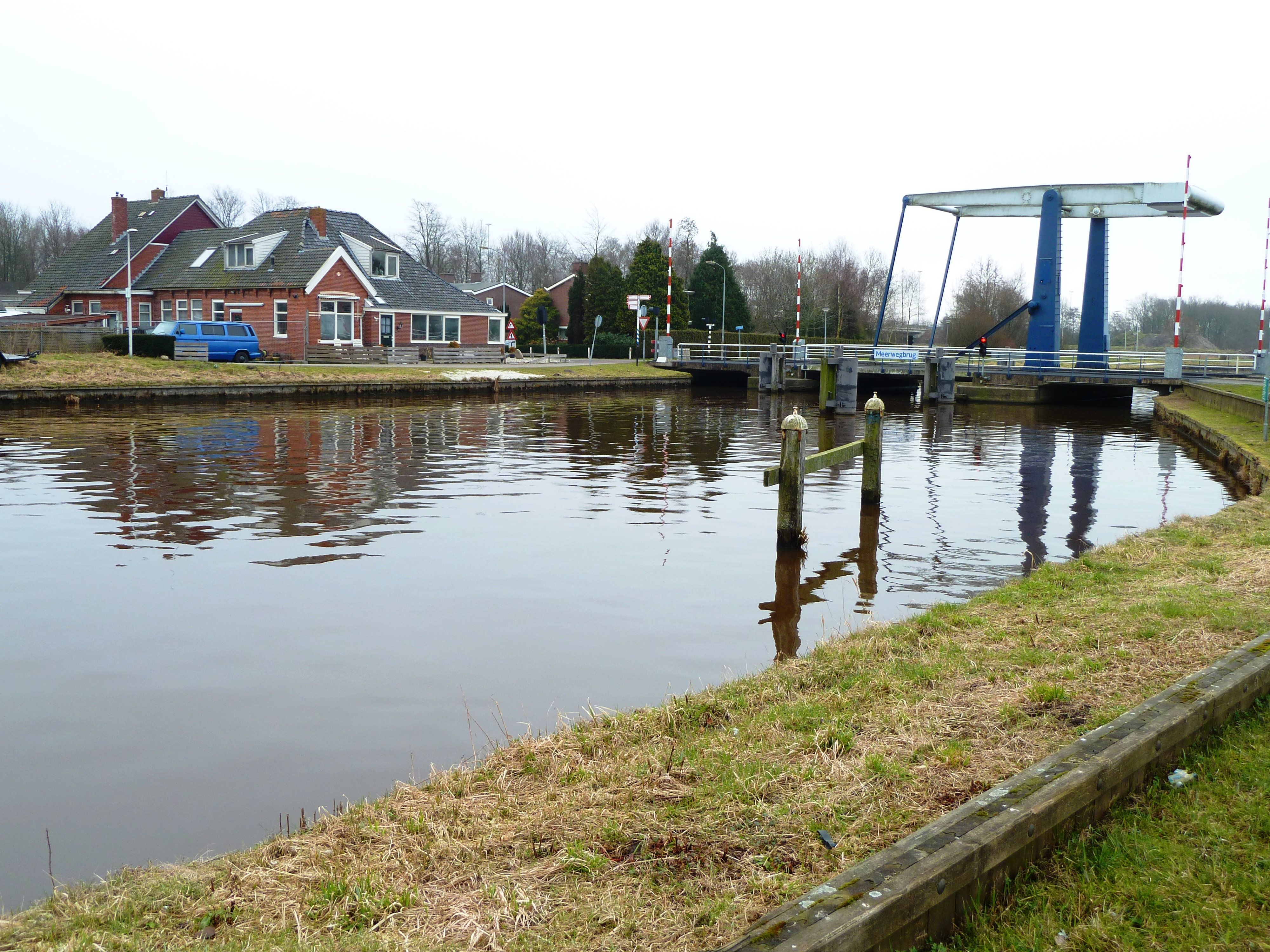
De Meerwegbrug over het Noord-Willemskanaal
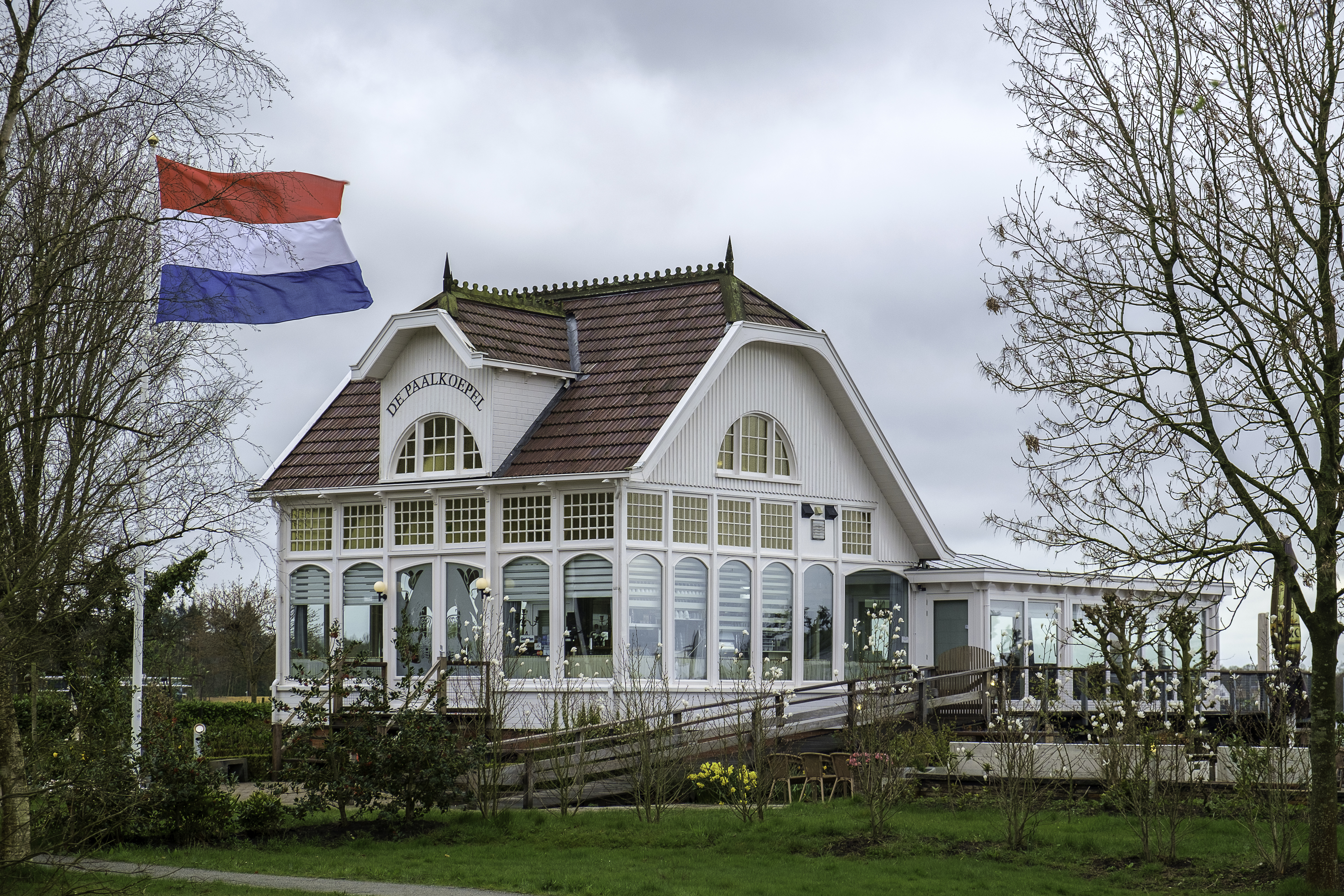
Restaurant De Paalkoepel

N34 · N46 · N351 · N353 · N354 · N355 · N356 · N357 · N358 · N359 · N360 · N361 · N362 · N363 · N364 · N365 · N366 · N367 · N368 · N369 · N370 · N371 · N372 · N373 · N374 · N375 · N376 · N377 · N378 · N379 · N380 · N381 · N382 · N383 · N384 · N385 · N386 · N387 · N388 · N390 · N391 · N392 · N393 · N398

N851 · N852 · N853 · N854 · N855 · N856 · N857 · N858 · N860 · N861 · N862 · N863 · N865 · N910 · N913 · N917 · N918 · N919 · N924 · N927 · N928 · N962 · N963 · N964 · N966 · N967 · N969 · N972 · N973 · N974 · N975 · N976 · N977 · N978 · N979 · N980 · N981 · N982 · N983 · N984 · N985 · N986 · N987 · N988 · N989 · N990 · N991 · N992 · N993 · N994 · N995 · N996 · N997 · N998 · N999

Cursief vermelde wegen zijn voormalige provinciale wegen.